# 雪胸蜂鸟
雪胸蜂鸟（学名：Saucerottia edward）是雨燕目蜂鸟科的一种鸟类。
雪胸蜂鸟体重约4.7克，翼长约52.1毫米，嘴峰长约20.6毫米，喙宽度约1.8毫米，喙厚度约1.7毫米，跗蹠长约4.4毫米，尾长约29.9毫米。雪胸蜂鸟在其分布区内为留鸟，其栖息在半开放的高大树木组成的森林中，食性为草食性，主要食物来源是植物的花蜜。

## 亚种
- ：分布于哥斯达黎加极西南部和巴拿马西部。
- ：分布于巴拿马巴拿马运河至達連省西部。
- ：分布于巴拿马中部。
- ：分布于巴拿马湾塔沃加岛、珍珠群岛等岛屿；巴拿马东部至達連省西南部。[4]